# Siempre fui yo 2 (banda sonora)
Siempre fui yo 2 (banda sonora original) es la banda sonora de la segunda temporada de la serie web homónima, lanzada el 17 de enero de 2024 por Walt Disney Records. 

## Sencillo
- No pretendo negar: sencillo lanzado el 8 de enero de 2024 como promoción de la segunda temporada de la serie, interpretado por Karol Sevilla y Pipe Bueno. [2]

## Lista de canciones
| N.º   | Título              | Escritor(es) | Duración |  |
| 1.    | «No pretendo negar» | Andrés Leal - Isabela Satizabal Gallo - José David Montés Martínez - Lorenzo Giraldo Salazar - Martín Velilla - Mauricio Ramírez echeverri | 3:02     |  |
| 2.    | «Ausencia»          | Andrés Leal - Martín Velilla | 2:59     |  |
| 3.    | «Vuelta al mundo»   | Luis Giraldo | 2:48     |  |
| 4.    | «Mirame»            | Anahí Garcia Cascabelo - Emilio Olivero - Fernando Vila - Francisco Pagliaro - Mora Fiszbajn                                               | 2:49     |  |
| 5.    | «Una vida contigo»  | Andrés Leal - Martín Velilla | 3:05     |  |
| 6.    | «Magia»             | Catalina García - Santiago Prieto | 2:59     |  |
| 7.    | «Por siempre soñar» | Andrés Leal - Martín Velilla | 2:16     |  |
| 8.    | «Tú canción»        | Anahí Garcia Cascabelo - Emilio Olivero - Fernando Vila - Francisco Pagliaro - Mora Fiszbajn                                               | 2:49     |  |
| 22:51 |                     | |          |  |

## Historial de lanzamiento
| Región  | Fecha               | Sello               | Formato                     | Ref   |
| ------- | ------------------- | ------------------- | --------------------------- | ----- |
| Mundial | 17 de enero de 2024 | Walt Disney Records | Descarga digital, streaming | [ 3 ] |